# Irene Goldszer
Irene Goldszer (13 de noviembre de 1979) es una actriz, cantante, cantautora, guitarrista y directora de teatro argentina la cual abarcó todos los ámbitos artísticos (publicidades, televisión, cine y teatro). Es conocida por sus papeles en series como Floricienta, Junior Express y Reinas magas

## Formación artística
Se formó en actuación con Hugo Midón, Nora Moseinco, Paco Giménez, Ciro Zorzoli, Pompeyo Audivert, Ricardo Bartis, Javier Daulte y Angelelli. Además entreno distintas disciplinas relacionadas con la actuación, como tocar la guitarra, Danza y canto. También participó de varios talleres de composición musical a cargo de Carmen Baliero y entrenó acrobacia y yoga. También se formó en la técnica del guion de TV y cine.

## Carrera
Irene Goldszer inicia su actividad artística en el año 2000 con su grupo musical, El trio derrama Sangre, presentándose en varios bares de la ciudad de Buenos Aires, con su grupo grabó su primer disco musical, en el año 2001 el grupo se separa.
En el año 2001 tiene su debut en televisión en la exitosa serie Chiquititas producida por Cris Morena. En el 2003, tiene una pequeña participación en la serie Rincón de luz, también producida por Cris Morena. 
Un año más tarde (2004) tiene una participación especial en Son amores, ese mismo año es convocada nuevamente por Cris Morena para ser parte del elenco recurrente de la primera temporada en la exitosa serie Floricienta al interpretar a Mirta, la novia del personaje de Nicolás Maiques, participando de la versión teatral durante su primera temporada.
Durante el 2005 tiene participaciones especiales en varias series como en Doble vida, Amor mio y ¿Quién es el jefe?.
En el 2006 tiene una pequeña aparición en El tiempo no para y en El refugio, ese mismo año es la protagonista de la serie infantil Reinas magas, participando en sus dos temporadas y en su versión teatral.
Su debut en cine ocurre en el año 2007 con la película Redes sociales, un año más tarde (2008), es parte del elenco de Valentino, el argentino. 
En el 2009 es parte del elenco de Niní además de formar parte de la exitosa obra de teatro Marat-Sade. En el 2010 compone el recital pedazos, un recital muy exitoso con giras por Argentina y México, ese mismo año es parte de la película Semen.
Luego, en el año 2011, tiene una participación en Cuando me sonreís. Ese mismo año actúa en dos episodios del unitario Vindica y además forma parte del elenco protagónico de Todas a mí.
Durante el año 2012 es parte del elenco de la película mexicana casita de muñecas, ese año es la protagonista del unitario El mundo de los martes.
En el 2013 interpretó un papel secundario en la película Luna en Leo. Durante ese año dirige y protagoniza la obra Anís, además de ser convocada para formar parte del programa infantil (actualmente en emisión) Junior Express.
A mediados del año  2014, es la protagonista de la película Walter.
En el 2015, protagoniza y dirige Respirar, el recital.

## Televisión
| Año       | Título                  | Personaje/ Rol     | Canal         |
| --------- | ----------------------- | ------------------ | ------------- |
| 2001      | Chiquititas             | Sonia              | Telefe        |
| 2003      | Rincón de luz           | Marita             | America 2     |
| 2004      | Son amores              | Sofía              | El Trece      |
| 2004      | Floricienta             | Mirta              | El trece      |
| 2005      | ¿Quien es el jefe?      | Secretaria         | Telefe        |
| 2005      | Doble vida              | Amante             | America 2     |
| 2005      | Amor mio                | Claudia            | Telefe        |
| 2006      | El refugio              | Susana "Susi"      | El trece      |
| 2006      | El tiempo no para       | Sol                | Canal 9       |
| 2006-2007 | Reinas magas            | Milagros "Mentita" | El trece      |
| 2008      | Valentino, el argentino | Dulce              | El trece      |
| 2009      | Niní                    | Lorena             | telefe        |
| 2011      | Cuando me sonreís       | Carolina "Caro"    | Telefe        |
| 2011      | Vindica                 | Estela             | América 2     |
| 2011      | Todas a mí              | Miriam             | América 2     |
| 2012      | El mundo de los martes  | Juliana            | El trece      |
| 2013-2019 | Junior Express          | Lila               | Disney Junior |
| 2017      | Quiero vivir a tu lado  | Andrea             | El Trece      |

## Cine
| Año  | Película          |
| ---- | ----------------- |
| 2007 | Redes sociales    |
| 2010 | Semen             |
| 2012 | Casita de muñecas |
| 2013 | Luna en Leo       |
| 2014 | Walter            |
| 2020 | Devoto            |

## Teatro
| Año       | Obra                                 |
| --------- | ------------------------------------ |
| 2000      | Muerte en el campo                   |
| 2001      | Maliciosas                           |
| 2002      | cosas                                |
| 2002      | Salvar el mundo                      |
| 2002-2005 | Soy lo que ves                       |
| 2003      | Cuentos mágicos                      |
| 2003      | Magia al cantar                      |
| 2004      | Floricienta                          |
| 2004      | A morirse de risa!                   |
| 2004      | Las aventuras de Rosa                |
| 2004      | Una familia cantora                  |
| 2005      | Misterios de una masacre             |
| 2006      | Vibra, un coro circense              |
| 2007      | El reino de rafa                     |
| 2007      | Marathow                             |
| 2008      | Reinas magas y el imán de los sueños |
| 2008      | Discordia en el barrio               |
| 2009      | Marat-sade                           |
| 2009      | Estado de ira                        |
| 2010-2014 | Recital pedazos                      |
| 2011      | Tres mujeres un poco atrevidas       |
| 2011      | A bailar con alegría                 |
| 2012      | Zafra                                |
| 2013-2014 | Anís                                 |
| 2014      | Mas respeto que soy tu hermana       |
| 2015-2016 | Respirar, un recital                 |

### Directora y asistente de dirección
| Año       | rol                                | obra                |
| --------- | ---------------------------------- | ------------------- |
| 2004      | Asistente de dirección             | El niño en cuestión |
| 2006      | Asistente de dirección y guionista | Crónicas            |
| 2009      | Asistente de dirección             | 23.344              |
| 2010-2014 | Directora, autora,                 | Recital pedazos     |
| 2013-2014 | Directora, autora y guionista      | Anís                |

## Discografía

### Álbumes
| Año  | Título                                      |
| ---- | ------------------------------------------- |
| 2000 | Trio Derrama Sangre                         |
| 2006 | Reinas Magas                                |
| 2012 | Pedazos                                     |
| 2013 | Junior express ¿a que estación vamos?       |
| 2014 | Junior Express, todos a moverse             |
| 2015 | Junior Express, un nuevo viaje              |
| 2015 | Junior Express, así es la música            |
| 2016 | Junior Express, lo que llevas en tu corazón |

### Sencillos promocionales
| sencillo                | año  | Disco                                       |
| ----------------------- | ---- | ------------------------------------------- |
| «Salsa»                 | 2006 | Reinas Magas                                |
| «Cabina de control»     | 2013 | Junior Express ¿A que estación vamos?       |
| «Todos a moverse»       | 2014 | Junior express, todos a moverse             |
| «Un nuevo viaje»        | 2015 | Junior Express, un nuevo viaje              |
| «Así es la música»      | 2015 | Junior Express, un nuevo viaje              |
| «Lo que te gusta hacer» | 2016 | Junior Express, lo que llevas en tu corazón |

## Recital Pedazos
El Recital Pedazos es una nueva etapa en la carrera musical de Irene Goldszer, este recital combina actuación, poesía y música combinando distintos géneros musicales
Las primeras presentaciones del Recital Pedazos fueron en el año 2010. Desde ese momento el recital se ha ido desarrollando y modificando. Este recital se volvió a presentar durante el año 2012, en El camarín de las musas, año en que se publicó el CD de música con las canciones del recital.
Además, todas las canciones del recital son completamente originales, siendo su compositora la misma Irene Goldzer.

### Lista de canciones
1. Juerga.
2. Tragármelo.
3. Sacarme los ojos.
4. Si pudiera.
5. Hoy tu corazón.
6. Sirena. 
7. Te regalo mi imaginación .
8. Malagueña.
9. Escapemos juntos.
10. Confié en ti.
11. Do re mi fa sol la si.
12. Te invite un café.
13. La chacareara de mi corazón.
14. Yo no sufro por vos.
15. Último tema.